# Дом с атлантами (Баку)
Дом с атлантами (азерб. Atlantlı ev) — здание, существовавшее в столице Азербайджана, в городе Баку. Было расположено по улице Юсифа Мамедалиева 16 и, согласно распоряжению Кабинета министров Азербайджанской Республики, являлось архитектурным памятником истории и культуры местного значения Азербайджана.

## История
Дом на улице Полицейской (бывшее название улицы Юсифа Мамедалиева) был построен в 1900 году в стиле барокко архитектором Иосифом Плошко. Один из балконов здания поддерживали скульптуры атлантов, благодаря которым, здание было известно как «дом с атлантами».

### Снос
В 2004 году появилась информация о том, что здание собираются сносить. В 2008 году жители дома были выселены. Причиной выселения была названа реставрация здания. В 2010 году, по словам жильцов соседнего дома № 14, после сноса дома № 18, им было сказано, что грунтовые воды начали смывать основу и дома № 16. В начале 2010 года дом с атлантами был снесён.